# Am Holzgraben (Hannover)
Am Holzgraben in Hannover bezeichnet eine Straße im heutigen Stadtteil Oststadt. Der Name der Verbindung von der Wedekindstraße zur Kleine Pfahlstraße erinnert an den alten Weg entlang des Holzgrabens. Ein – nachgebildeter – Stadtplan Hannovers unter dem Titel „Honovere um 1400“ zeigte den ehemaligen Faulgraben als „Falegraven“, der schon im Mittelalter von Osten her in den Hannover als Teil der Stadtbefestigung umschließenden Stadtgraben mündete. Noch im 19. Jahrhundert bildete der Holzgraben den Rand der Eilenriede und führte vom Neuen Haus bis zum Lister Turm. Der alte Weg erhielt jedoch erst zur Zeit des Königreichs Hannover im Jahr 1845 seine bis heute gültige amtliche Bezeichnung.
Doch bis in das 19. Jahrhundert hinein war der Boden um den Holzgraben sumpfig und übelriechend, bedingt durch das hier seinerzeit noch aufsteigende Grundwasser an der Eilenriede, zu der es trockenen Fußes keine Übergänge wie beispielsweise Brücken oder Dämme gab. Erst mit der Anlage der Hohenzollernstraße, im Jahr 1888 wurden die Zustände von Grund auf verbessert und die Mängel beseitigt.

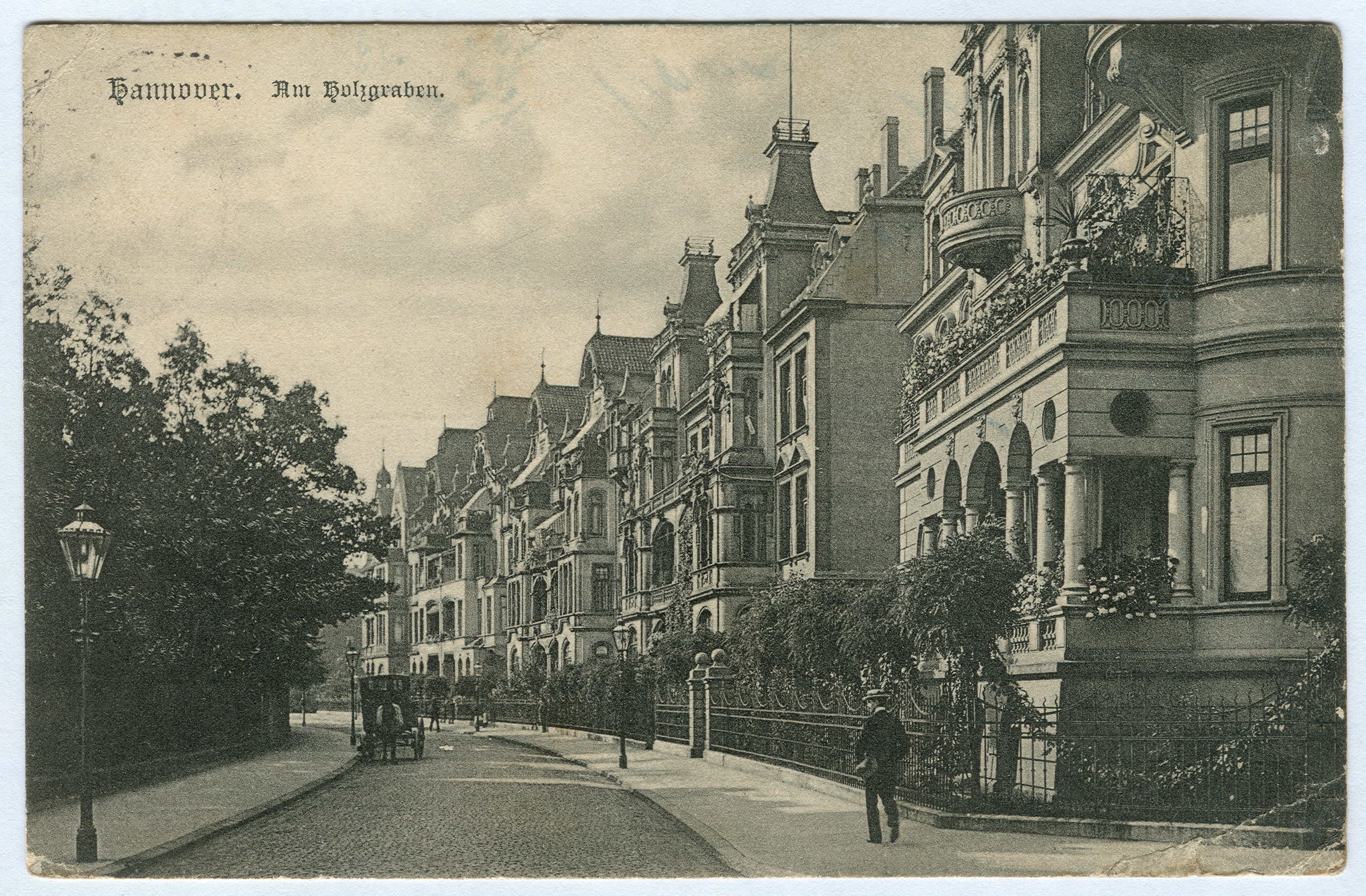
Die 1888 angelegte Straße Am Holzgraben, im Vordergrund links die Villa Köhler; Ansichtskarte Nr. 1019 von Karl F. Wunder, um 1900